# José Faria
José 'Mehdi' Faria (ur. 26 kwietnia 1933 w Rio de Janeiro, zm. 8 października 2013) – brazylijski piłkarz grający na pozycji prawoskrzydłowego. Po zakończeniu kariery trener.

## Kariera piłkarska
José Faria w czasie kariery piłkarskiej grał w Bonsucesso Rio de Janeiro, Fluminense FC i Bangu AC.

## Kariera trenerska
Po zakończeniu kariery piłkarskiej José Faria został trenerem. W latach 1978–1979 prowadził juniorów Fluminense FC. W 1979 roku wyjechał do Kataru, gdzie prowadził reprezentację Kataru U-19 oraz klub Al-Sadd. Z Al-Sadd dwukrotnie sięgnął po mistrzostwo Kataru w 1980, 1981 oraz Puchar Kataru 1982. Potem trenował klub FAR Rabat.
W 1983 został selekcjonerem reprezentacji Maroka i prowadził ją do 1988. W 1985 roku awansował z reprezentacją Maroka do Mistrzostw Świata 1986. Na Mundialu w Meksyku Maroko zremisowało z reprezentacją Polski 0-0 i reprezentacją Anglii 0-0 oraz wygrało z reprezentacją Portugalii 3-1. Dzięki temu Maroko jako pierwsza drużyna z Afryki awansowała do drugiej rundy Mistrzostw Świata. W 1/8 przegrało z reprezentacją RFN 0-1 i odpadło z turnieju.
W latach 1995–1997 trenował klub Olympique Khouribga, z którym wywalczył wicemistrzostwo Maroka 1996.
W czasie prowadzenia reprezentacji Maroka José Faria przeszedł na islam.